# Shortia
Shortia là một chi thực vật có hoa trong họ Diapensiaceae.

## Loài
Chi Shortia gồm các loài: